# Liselotte Michel
Liselotte Michel, detta Lilo (Unterseen, 4 maggio 1938), è un'ex sciatrice alpina svizzera.

## Biografia
Sciatrice polivalente originaria di Mürren, Liselotte Michel debuttò in campo internazionale in occasione delle SDS-Rennen 1957 (Grindelwald, 9-11 gennaio), dove si classificò 14ª nella discesa libera, 22ª nello slalom gigante, 5ª nello slalom speciale e 6ª nella combinata; l'anno dopo ai Mondiali di Badgastein 1958 (2-9 febbraio), suo esordio iridato, si piazzò 18ª nello slalom gigante e 11ª nello slalom speciale.
Nel 1960 fu 2ª nello slalom speciale delle SDS-Rennen (Grindelwald, 6-8 gennaio)
e vinse quello del Grand Prix Feminine (Saint-Gervais-les-Bains, 21-23 gennaio); agli VIII Giochi olimpici invernali di Squaw Valley 1960 (19-27 febbraio), sua unica presenza olimpica, si classificò 35ª nella discesa libera, 14ª nello slalom gigante, 5ª nello slalom speciale e 14ª nella combinata, disputata in sede olimpica ma valida solo ai fini dei Mondiali 1960, e nel prosieguo della stagione si aggiudicò lo slalom speciale del trofeo Holmenkollen-Kandahar (Holmenkollen, 18-20 marzo), dove si piazzò anche 2ª nello slalom gigante e nella combinata.
Nel 1961 fu 3ª nello slalom speciale dell'Hahnenkamm (Kitzbühel, 20-21 gennaio), 3ª in quello del Parsenn-Derby (Davos, 28 febbraio) e 3ª nel terzo slalom gigante delle Drei-Gipfel-Rennen (Arosa, 25-26 marzo); ai Mondiali di Chamonix 1962 (10-18 febbraio), sua ultima presenza iridata, si classificò 25ª nella discesa libera, 7ª nello slalom gigante, 9ª nello slalom speciale e 7ª nella combinata e si congedò dalle competizioni in occasione del trofeo Arlberg-Kandahar di quell'anno (Sestriere, 9-11 marzo).

## Palmarès

### Classiche
Grand Prix Feminine
- 1 vittoria (slalom speciale a Saint-Gervais-les-Bains 1960)

Holmenkollen-Kandahar
- 1 vittoria (slalom speciale a Holmenkollen 1960)

### Campionati svizzeri
- 8 medaglie (dati parziali):
  -  4 ori (slalom speciale nel 1960; slalom gigante[senza fonte], slalom speciale[12] nel 1961; slalom speciale nel 1962[13])
  - 1 argento (dati parziali: combinata nel 1960)
  -  3 bronzi (dati parziali: slalom speciale nel 1959; discesa libera, slalom gigante nel 1960)[senza fonte]